# Jean-Victor Makengo
Jean-Victor Makengo (Étampes, 12 de junio de 1998) es un futbolista francés. Juega de centrocampista y su equipo es el F. C. Lorient de la Ligue 1 de Francia.

## Trayectoria
Formado en las inferiores del S. M. Caen, jugó en la Ligue 1 el 29 de noviembre de 2015 ante el Girondins de Burdeos.
El 9 de junio de 2017 fue fichado por el O. G. C. Niza.
El 25 de junio de 2019 fue cedido al Toulouse F. C. por toda la temporada.
Se anunció su transferencia al Udinese Calcio italiano el 5 de octubre de 2020 por €3.5 millones. En dos temporadas y media disputó 72 encuentros antes de volver a Francia el 30 de enero de 2023 después de fichar por el F. C. Lorient para los siguientes cuatro años y medio.

## Selección nacional
Nacido en Francia, es descendiente congolés. Fue internacional en categorías inferiores con Francia.

## Estadísticas
Actualizado al último partido disputado el 10 de mayo de 2025.
| Club                    | Div.          | Temporada     | Liga  | Liga  | Copas nacionales | Copas nacionales | Copas internacionales | Copas internacionales | Total | Total |
| Club                    | Div.          | Temporada     | Part. | Goles | Part.            | Goles            | Part.                 | Goles                 | Part. | Goles |
| ----------------------- | ------------- | ------------- | ----- | ----- | ---------------- | ---------------- | --------------------- | --------------------- | ----- | ----- |
| S. M. Caen Francia      | 1.ª           | 2015-16       | 10    | 0     | 1                | 0                | —                     | —                     | 11    | 0     |
| S. M. Caen Francia      | 1.ª           | 2016-17       | 17    | 0     | 3                | 2                | —                     | —                     | 20    | 2     |
| S. M. Caen Francia      | Total club    | Total club    | 27    | 0     | 4                | 2                | 0                     | 0                     | 31    | 2     |
| O. G. C. Niza Francia   | 1.ª           | 2017-18       | 5     | 0     | 1                | 0                | 2                     | 0                     | 8     | 0     |
| O. G. C. Niza Francia   | 1.ª           | 2018-19       | 25    | 1     | 2                | 0                | —                     | —                     | 27    | 1     |
| O. G. C. Niza Francia   | Total club    | Total club    | 30    | 1     | 3                | 0                | 2                     | 0                     | 35    | 1     |
| Toulouse F. C. Francia  | 1.ª           | 2019-20       | 19    | 2     | 3                | 0                | —                     | —                     | 22    | 2     |
| Toulouse F. C. Francia  | Total club    | Total club    | 19    | 2     | 3                | 0                | 0                     | 0                     | 22    | 2     |
| Udinese Calcio · Italia | 1.ª           | 2020-21       | 17    | 0     | 2                | 0                | —                     | —                     | 19    | 0     |
| Udinese Calcio · Italia | 1.ª           | 2021-22       | 33    | 1     | 3                | 0                | —                     | —                     | 36    | 1     |
| Udinese Calcio · Italia | 1.ª           | 2022-23       | 16    | 0     | 1                | 0                | —                     | —                     | 17    | 0     |
| Udinese Calcio · Italia | Total club    | Total club    | 66    | 1     | 6                | 0                | 0                     | 0                     | 72    | 1     |
| F. C. Lorient Francia   | 1.ª           | 2022-23       | 15    | 0     | 1                | 0                | —                     | —                     | 16    | 0     |
| F. C. Lorient Francia   | 1.ª           | 2023-24       | 11    | 0     | 1                | 0                | —                     | —                     | 12    | 0     |
| F. C. Lorient Francia   | 2.ª           | 2024-25       | 18    | 1     | 2                | 0                | —                     | —                     | 20    | 1     |
| F. C. Lorient Francia   | Total club    | Total club    | 44    | 1     | 4                | 0                | 0                     | 0                     | 48    | 1     |
| Total carrera           | Total carrera | Total carrera | 186   | 5     | 20               | 2                | 2                     | 0                     | 208   | 7     |

## Palmarés

### Títulos internacionales
| Título                                 | Equipo                      | Sede     | Año  |
| -------------------------------------- | --------------------------- | -------- | ---- |
| Campeonato de Europa Sub-17 de la UEFA | Selección sub-17 de Francia | Bulgaria | 2015 |